# Mexiacla ibunami
Mexiacla ibunami är en insektsart som beskrevs av Andrej Vasiljevitj Gorochov 2007. Mexiacla ibunami ingår i släktet Mexiacla och familjen syrsor. Inga underarter finns listade i Catalogue of Life.